# Corythalia arcuata
Corythalia arcuata är en spindelart som beskrevs av Pelegrín Franganillo Balboa 1930. 
Corythalia arcuata ingår i släktet Corythalia och familjen hoppspindlar. Inga underarter finns listade i Catalogue of Life.